# ウィリアマイト戦争

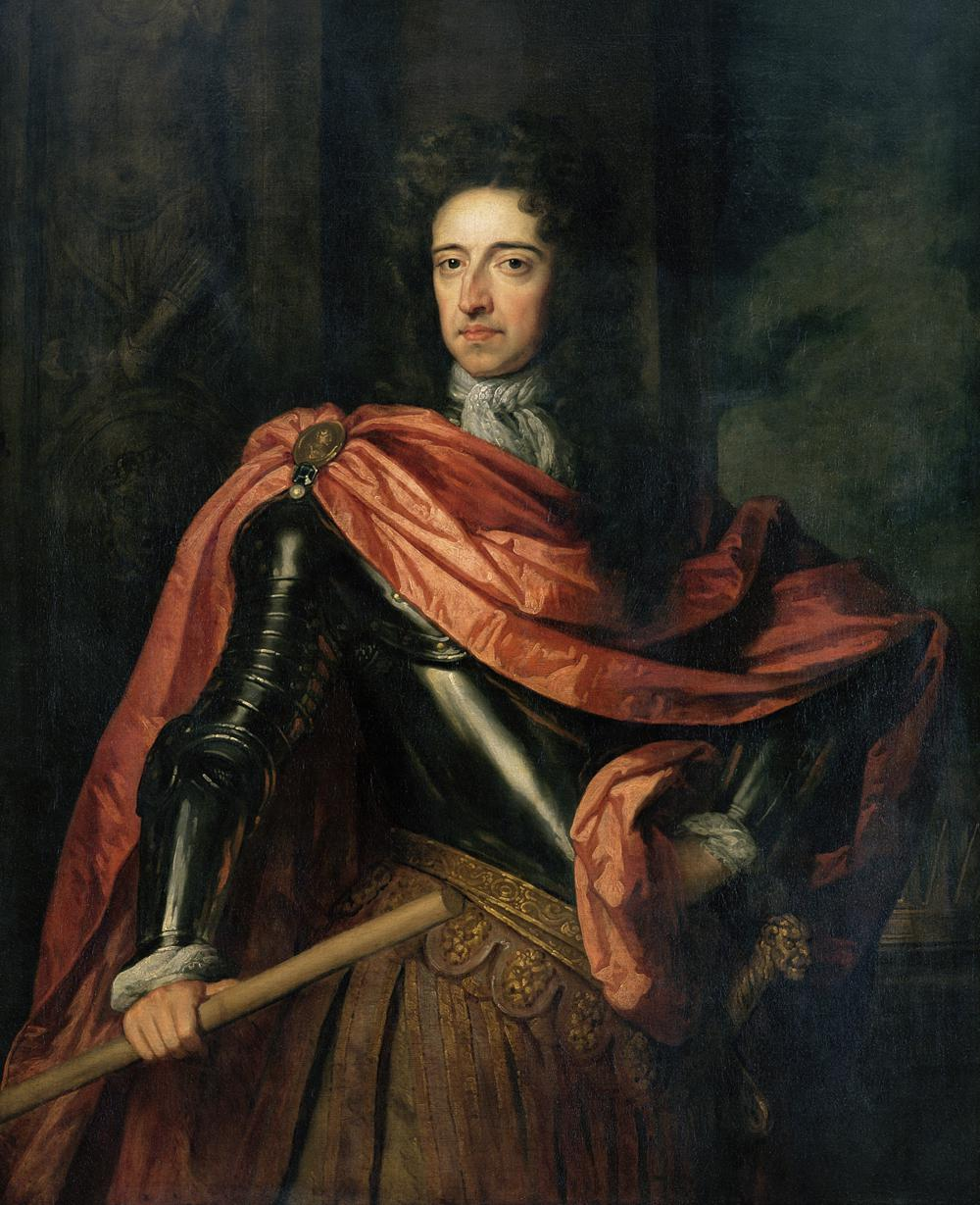
名誉革命によってイングランド王位についたウィリアム3世。ウィリアマイトとは彼を積極的に支持した者を意味する

ウィリアマイト戦争（英語: The Williamite War in Ireland、アイルランド語: Cogadh an Dá Rí）は、1689年から1691年にかけてアイルランドで起こった戦争である。大陸で起こった大同盟戦争の一環として発生した。
この戦争ではイングランドで誕生した名誉革命体制をめぐってウィリアム3世支持派（＝ウィリアマイト）とジェームズ2世支持派（＝ジャコバイト）およびフランスとが争った。この戦争にウィリアム3世支持派が勝利した結果、アイルランドにおけるイングランドの覇権は動かしがたいものになった。ボイン川の戦いやロンドンデリー包囲戦の記念日はユニオニストの間では現在でも祝日となっている。

## 名誉革命とウィリアマイト
ウィリアマイトとは名誉革命で王位に就いたオランダ総督ウィリアム3世を積極的に支持し、名誉革命によって王位につけるのに協力した人々を指す。もっとも、イングランド・スコットランドではこの語は使われず、特に革命支持派が少なかったアイルランドの名誉革命支持者をいう。アイルランドの数少ないプロテスタント住民は、ほぼウィリアマイトであった。
ウィリアマイト戦争は、名誉革命によって引き起こされた。カトリック信仰のジェームズは、イングランドやスコットランドにとって度しがたい国王であったが、カトリックが多数派を占めるアイルランドにとっては理想的な君主であった。17世紀中頃の三王国戦争以来アイルランドは少数のプロテスタントに土地と政治を握られ、大多数のカトリック信徒は、その信仰のゆえに官職から排除され土地所有も禁じられていた。アイルランド人たちはジェームズに期待したが、彼らの夢を名誉革命が粉砕した。

## 経緯

### 蜂起とロンドンデリー戦線
革命によってジェームズはロンドンから追放されフランスに逃れたが、アイルランドは革命を支持せずジェームズ支持の旗色を鮮明にした。ジェームズの腹心のティアコネル伯リチャード・タルボットはアイルランド全土で兵を募りジャコバイト軍を結成、フランスに逃れていたジェームズもルイ14世の支持を取りつけて6000のフランスからの援軍を引き連れて加わり、ジャコバイト軍はプロテスタントの拠点の1つである北部アルスターの都市ロンドンデリーを攻撃すべく包囲戦を展開した（ロンドンデリー包囲戦）。しかしジャコバイト軍は訓練・装備ともおそろしく不十分ないわゆる農兵で、勝っているのは数だけであった。包囲戦も甲斐なく海上からジョン・リークらウィリアマイト軍救援隊による包囲網突破を許し、全土の平定は頓挫してしまった。
ウィリアマイト軍は現地でプロテスタント民間人を徴用して軍備を強化し、エニスキレンを本拠にジェームズ軍を攻撃した。ニュータウンバトラーの戦い（1689年7月31日）はエニスキレン近郊で起こった戦闘であったが、勝利したウィリアマイト軍は余勢を駆ってアルスターからジャコバイト軍を一掃した。

### ウィリアム3世の到着

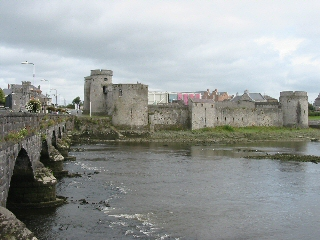
リムリックのキング・ジョン城。ジャコバイト軍の本拠地であり、包囲戦の舞台となった

8月14日、ウィリアム3世の命令でフレデリック・ションバーグ公爵と直属軍が北東のキャリクファーガス湾に上陸、ベルファストから南下したが、ジャコバイト軍のティアコネル伯は正面から当たらず、ゲリラ戦術と焦土作戦で対抗した。冬になるとウィリアマイト軍は貧弱な補給と寒冷な気候に悩まされ、多くが病に斃れベルファストへ撤退した。この事態に有効な手だてをうたなかったションバーグは、現代イギリスにおいて無能な指揮官との烙印を押されている。
無策なションバーグにしびれを切らしたウィリアム3世は自ら上陸する決意を固め、翌1690年6月14日、キャリクファーガス湾に300隻からなる艦隊及び36,000の陸軍を引き連れて上陸、ベルファストから南下して各地でジャコバイト軍を破り、7月12日にボイン川の戦いで決定的勝利をもたらした。ションバーグはこの戦いで戦死したがダブリンは無血占領され、ジェームズはフランスに逃げ帰ってしまった。アイルランドを見捨てたジェームズの人気は急速にしぼみ、『くそったれのジェームズ』（James the Shit）とよばれた。

### アイルランド平定

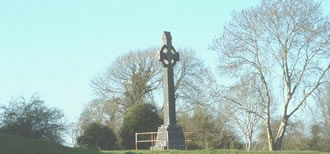
オーグリム・クロス（Aughrim cross）慰霊碑。オーグリム戦場跡に、犠牲者を悼み建立された

ジェームズがフランスに逃げ帰った後も戦争は続いたが、ジャコバイト軍に逆転勝利の見込みはもはやなかった。ウィリアム3世自身はボイン川の戦いの勝利後南下して東部のレンスターを制圧して9月にロンドンに帰り、オランダの将軍ゴダード・ドゥ・ギンケルが軍の指揮を託されアイルランド平定を進めた。
ウィリアマイト軍はジャコバイトの根拠地である南西部マンスターの都市リムリックを包囲したが抵抗の激しさから中止した。一方、イングランドからマールバラ伯ジョン・チャーチルが来援に赴き、9月から10月にかけてマンスターの港湾都市コークとキンセールを落としたことでマンスターはリムリックを除いてほぼ平定、アイルランドとフランスの連絡を断つことでフランスからの援軍も防いだ。
翌1691年にギンケルはアイルランド周辺を制圧して西部のコノートへ進軍、7月12日のオーグリムの戦いで決定的勝利を飾り、コノートを平定した後に再度リムリックを包囲した。ジャコバイト軍を率いるティアコネルは病死、パトリック・サースフィールドが後を継いで必死にリムリックを防衛したが、援軍の当てが無いため10月3日についに降伏した。
降伏時に結んだ協定でサースフィールドやジャコバイト軍はフランスへ渡ることが認められ、ギンケルはアイルランド平定の功績でアスローン伯爵に叙爵、ションバーグの息子でボイン川の戦いに参戦したメイナード・ションバーグはレンスター公爵に、オーグリムの戦いで手柄を挙げたヘンリー・デ・マシューはゴールウェイ子爵に叙爵された。ジャコバイト一掃で障害がなくなったウィリアム3世は大陸へ上陸、フランス軍と交戦することになる。
より人々の記憶に残ったのはオーグリムの戦いで、この戦闘で4000人が戦死し、同数が捕虜となった。ボイン川の勝利もあわせて7月12日はオレンジ党勝利記念日として現在も北アイルランドでパレードが行われている。

## 戦争の影響
ウィリアム3世はリムリックの降伏にあたってカトリックの土地所有・公職叙任を約束したが、これは守られなかった。この「裏切り」は後々まで語り継がれ、cuimhnidh Luimneach agus feall na Sassanaigh（イングランド人の裏切りとリムリックを忘れるな）というアイルランドの格言が残った。
ともあれ戦争の勝利によって、ウィリアム3世の英蘇愛3国支配が事実上承認され、ジェームズは一時的に敗北を認めざるをえなかった。アイルランドは19世紀まで、少数のプロテスタントによって統治されることとなった。ウィリアマイト軍の勝利は、イングランドにとっては宗教的・市民的自由の勝利であった。この勝利によってプロテスタントはカトリック信徒による虐殺から救われたと考えられた。こうしてオレンジ党勝利記念日は、ユニオニストにとっての祝日となった。
一方でウィリアム3世に対するアイルランド人の恨みは後々まで残り、ジャコバイト蜂起が起きると、彼らはジャコバイト側に立って参戦した。アイルランド人にとってジェームズとその子孫は、ボイン川の戦いの悪評にもかかわらず、奪われた土地の回復と宗教的自由をもたらす救世主であり続けた。